# دس لاینام
دس لاینام (انگلیسی: Des Lynam؛ زادهٔ ۱۷ سپتامبر ۱۹۴۲) مجری تلویزیون، و گزارشگر ورزشی اهل جمهوری ایرلند است. وی از سال ۱۹۶۸ میلادی تاکنون مشغول فعالیت بوده‌است.